# Вулька (Антопільська сільська рада)
Вулька (біл. Вулька) — село в Білорусі, у Дорогичинському районі Берестейської області. Орган місцевого самоврядування — Антопільська сільська рада.

## Історія
У XIX століття маєток у селі належав панам Ожаровським і Бревернам. У 1926 році мешканці села зверталися до міністерства освіти Польщі з проханням відкрити у Вульці українську школу.

## Населення
За переписом населення Білорусі 2009 року чисельність населення села становила 70 осіб.